# Verne Troyer
Vernon Jay "Verne" Troyer (Sturgis, Míchigan; 1 de enero de 1969-Los Ángeles, California; 21 de abril de 2018) fue un actor, pensador y youtuber estadounidense. Entre sus papeles se encuentra Griphook en Harry Potter y la piedra filosofal y «Mini-Me» en la saga de películas de Austin Powers.

## Biografía
Troyer fue famoso por sus múltiples apariciones en los medios por medir 81 centímetros. Cuando Troyer nació sus padres supieron al instante lo que los doctores diagnosticaron como un raro tipo de enanismo llamado hipoplasia cartílago cabello. En 1987, cuando se graduó de la secundaria, se convirtió en actor.
Su primera aparición importante en el cine fue junto a Will Smith y Tommy Lee Jones en Men in Black en 1997. Posteriormente actuó en su primer gran papel como la réplica en miniatura del Dr. Evil —Mike Myers— en Austin Powers: The Spy Who Shagged Me en 1999. Al año siguiente, Jim Carrey solicitó su aparición en su película sobre el clásico del Dr. Seuss How the Grinch Stole Christmas. Poco a poco Troyer fue abandonando los papeles de simio disfrazado o de pequeño extra con maquillaje de monstruo para ser una estrella cómica en las pasarelas.
En 2001 interpretó el papel de un mandamás tirano de un circo de fenómenos en la película Bubble Boy. Ese mismo año también tuvo una participación junto a Daniel Radcliffe, Emma Watson y Rupert Grint en la adaptación cinematográfica de la novela Harry Potter and the Philosopher’s Stone. Posteriormente trabajó en 2002 en Austin Powers in Goldmember nuevamente junto a Mike Myers.

## Muerte
En abril de 2018, fue ingresado al hospital después de un incidente en su hogar. Había estado ingresado previamente por su alcoholismo del que se encontraba en tratamiento. Se anunció su muerte el 21 de abril de 2018 a los 49 años. La causa de su muerte fue suicidio por envenenamiento de alcohol.

## Filmografía
| Año  | Título                                                | Papel                             | Notas                                 |
| ---- | ----------------------------------------------------- | --------------------------------- | ------------------------------------- |
| 1994 | Baby's Day Out                                        | Doble de riesgo                   | Primera película como doble de riesgo |
| 1996 | Dunston Checks In                                     | Doble de riesgo                   |                                       |
| 1996 | Jingle All the Way                                    | Doble de riesgo y "pequeño santa" |                                       |
| 1996 | Pinocchio's Revenge                                   | Doble en miniatura de Pinocho     |                                       |
| 1997 | Men in Black                                          | Hijo del alien                    |                                       |
| 1997 | Volcano                                               | Doble de riesgo                   |                                       |
| 1997 | RocketMan                                             | Doble de riesgo                   |                                       |
| 1997 | Wishmaster                                            | Criatura estadio #1               |                                       |
| 1998 | My Giant                                              | Luchador                          |                                       |
| 1998 | Fear and Loathing in Las Vegas                        | Camarero diminuto                 |                                       |
| 1998 | The Wacky Adventures of Ronald McDonald: Scared Silly | Sundae                            |                                       |
| 1998 | Mighty Joe Young                                      | Baby Joe                          |                                       |
| 1999 | Here Lies Lonely                                      | Virgil                            |                                       |
| 1999 | Instinct                                              | Intérprete del gorila             |                                       |
| 1999 | Austin Powers: The Spy Who Shagged Me                 | Mini-Me                           |                                       |
| 2000 | Mission Imp                                           | Ethan Runt                        |                                       |
| 2000 | Bit Players                                           | Marty Rosenthal                   |                                       |
| 2000 | El Grinch                                             | Miembro de la banda               |                                       |
| 2001 | Bubble Boy                                            | Dr. Phreak                        |                                       |
| 2001 | Harry Potter and the Philosopher's Stone              | Griphook                          |                                       |
| 2002 | Run for the Money                                     | Atilla                            |                                       |
| 2002 | Austin Powers in Goldmember                           | Mini-Me                           |                                       |
| 2003 | Pauly Shore is Dead                                   | Él mismo                          |                                       |
| 2006 | The Benchwarmers                                      | Él mismo                          | Cameo                                 |
| 2007 | Postal                                                | Él mismo                          |                                       |
| 2007 | Drake & Josh                                          | Chuck                             |                                       |
| 2008 | The Love Guru                                         | Entrenador Punch Cherkov          |                                       |
| 2008 | College                                               | Él mismo                          |                                       |
| 2009 | The Imaginarium of Doctor Parnassus                   | Percy                             |                                       |

## Televisión
- Masked Rider (1995–1996) – Doble de riesgo de Paul Pistore
- Shasta McNasty (1999–2000)
- Jack of All Trades (2000) – Napoleón Bonaparte
- Sabrina, the Teenage Witch (2002) – Angus
- Boston Public (2003) – Taylor Prentice (2 episodios)
- Karroll's Christmas (2004)
- The Girls Next Door (2005) - Él mismo, episodio: "Fight Night".
- The Surreal Life (2005)
- Bo! in the USA (2006)
- The Surreal Life: Fame Games (2007)
- Welcome to Sweden (2007)
- Celebrity Juice (2008) – Él mismo
- The Smoking Gun Presents: World's Dumbest... (2008) – Narrador
- The Podge and Rodge Show (2008) – Él mismo
- Celebrity Big Brother Reino Unido (2009) – Él mismo
- Friday Night with Jonathan Ross (2009) – Él mismo
- The Paul O'Grady Show (2009) – Él mismo
- WWE Raw (2009) – Él mismo